# Thổ đương quy
Thổ đương quy, nhiều khi còn được gọi là độc hoạt (danh pháp khoa học: Aralia cordata) là một loài thực vật có hoa trong Họ Cuồng. Loài này được Thunb. mô tả khoa học đầu tiên năm 1784.